# Rafał Zwierz
Rafał Zwierz (ur. 11 grudnia 1974 w Warszawie) – polski aktor filmowy oraz radca prawny, adwokat z amerykańskimi kwalifikacjami, prawnik z brytyjskimi kwalifikacjami oraz partner w dziale korporacyjnym firmy Weil.

## Życiorys
Jako aktor debiutował na ekranie w 1984 roku rolą małego Adasia w filmie Dom wariatów. Jak nastolatek odtwórca m.in. głównych ról w filmach Tajemnica puszczy, W piątą stronę świata oraz Skarga.
On i Heather Mitchell zagrali w obu częściach polsko-australijskiego Spellbindera (Dwa światy i W krainie Władcy Smoków), gdzie wcielił się w rolę Gryvona.
Zrezygnował z aktorstwa na rzecz kariery prawniczej.
Ukończył z wyróżnieniem Wydział Prawa i Administracji Uniwersytetu Warszawskiego w 1998 roku. Po uzyskaniu stypendium Fulbrighta, w 2000 roku ukończył studia na Uniwersytecie Harvarda z tytułem LLM. W tym samym roku został przyjęty do Izby Adwokackiej w stanie Nowy Jork, a w 2003 roku został przyjęty jako adwokat brytyjskiego Sądu Najwyższego. Dopuszczony do praktyki w Polsce jako radca prawny w 2004 roku. Po przyłączeniu się do firmy Weil w 2000 roku, spędził rok w biurze Weil w Nowym Jorku i półtora roku w biurze w Londynie, zanim przeniósł się do warszawskiego biura w 2003 roku.

## Wybrana filmografia
- 1984: Dom wariatów jako mały Adaś
- 1990: Tajemnica puszczy[5][6] jako Tadeusz[7]
- 1990: W piątą stronę świata jako Maciej Łańko
- 1991: Skarga[8] jako Stefan Stawicki
- 1992: Smacznego, telewizorku jako Michał
- 1994: Panna z mokrą głową jako Zbyszek[7]
- 1995: Panna z mokrą głową jako Zbyszek
- 1995: Dwa światy[9] jako Gryvon[10][11][12]
- 1997: W krainie Władcy Smoków jako Gryvon

## Nagrody indywidualne
- 1992: Poznań (Międzynarodowy Festiwal Filmów Młodego Widza „Ale Kino!”) – Poznańskie Koziołki dla najlepszego aktora (film Tajemnica puszczy), 12 Festiwal Polskich Filmów dla Dzieci i Młodzieży (luty)[13].